# Franc Berneker
Franc Berneker (Legen, 4 ottobre 1874 – Lubiana, 16 maggio 1932) è stato uno scultore sloveno.

## Biografia
Dopo gli studi a Graz e a Vienna, Berneker aprì un proprio studio nella capitale asburgica e lì produsse le sue opere migliori. Dopo il servizio militare si trasferì a Lubiana, dove trascorse gli ultimi anni di vita in povertà.
Oltre a bronzi e marmi di carattere sociale, eseguì numerosi bozzetti per monumenti pubblici e lapidi (Celje, Gornja Radgona e Maribor). Le opere degli inizi appartengono alla corrente realista, mentre le sculture successive sono di stampo modernista e si ispirano ai lavori di Rodin. Gradualmente esplorò la psicologia dei suoi modelli, le composizioni drammatiche, il rapporto tra materiale lavorato e grezzo e tra superficie liscia e ruvida.

## Opere
La Galleria nazionale della Slovenia conserva alcune sculture di Franc Berneker:
- Una ragazza (1910 circa), bronzo, 56,8 x 46,8 x 31,2 cm
- La coppia annegata (1903 circa), bronzo, 20 x 52 x 21 cm
- Oton Župančič (1905), bronzo, 27 x 20 x 21 cm
- Dramma (1905), bronzo, 78 x 160 x 100 cm
- Vittime (1906), marmo, 73 x 60 x 43 cm
- Zdenka Vidic e Mira Ban (1907 circa), marmo, 33 x 35 x 17 cm
- Testa di donna (1909), marmo, 54 x 23 x 20 cm
- Lottatori (1910 circa), bronzo, 28 x 27 x 18 cm
- Una ragazza, o Suzanica (1910 circa), marmo, 54 x 38 x 24 cm
- Modello per la tomba do Turner (1918 circa), bronzo, 110 x 40 x 22 cm
- Modello per un Monumento dedicato ad Adamič e a Lunder (1908 circa), bronzo, 82 x 39 x 32 cm